# Boscaler de Gray
El boscaler de Gray (Helopsaltes fasciolatus; syn: Locustella fasciolata) és una espècie d'ocell de la família dels locustèl·lids (Locustellidae). Habita matolls i sotabosc, criant al sud i sud-est de Sibèria, nord de Manxúria, Sakhalín, Hokkaido, illes Kurils i Corea. Passa l'hivern cap al sud, a les Filipines, Moluques, Cèlebes, Nova Guinea i altres illes de la zona. El seu estat de conservació es considera de risc mínim.
El nom comú de Gray fa referència a l'ornitòleg anglès George Robert Gray (1808-1872).

## Taxonomia
Segons la llista mundial d'ocells del Congrés Ornitològic Internacional (versió 13.2, agost 2023) aquest tàxon estaria classificat en el gènere Helopsaltes. Tanmateix, altres obres taxonòmiques, com el Handook of the Birds of the World i la quarta versió de la BirdLife International Checklist of the birds of the world (Desembre 2019), el classifiquen dins del gènere Locustella.